# Наконечний Михайло Олексійович
Михайло Олексійович Наконечний (28 вересня 1931, село Вовчатичі Львівського воєводства Польща, тепер Жидачівського району Львівської області — 26 вересня 2022) — український радянський діяч, машиніст крокуючого екскаватора, новатор виробництва. Депутат Верховної Ради УРСР 5—6-го скликань. Герой Соціалістичної Праці (20.04.1971).

## Біографія
Народився в родині робітника. Трудову діяльність розпочав 18-річним юнаком на Ходорівському цукровому комбінаті. Працював слюсарем-газозварником. Без відриву від виробництва вчився в школі робітничої молоді, де здобув середню освіту.
У 1951—1954 роках — служба у Радянській армії.
Після демобілізації, з 1955 року працював старшим стропильником такелажних робіт на Роздольському сірчаному комбінаті (Дрогобицька область). Закінчив спеціальні вечірні курси при сірчаному комбінаті, почав працювати помічником машиніста крокуючого екскаватора.
З 1958 року — машиніст крокуючого екскаватора, бригадир машиністів крокуючого екскаватора рудника Роздольського сірчаного (гірничо-хімічного) комбінату (потім — Роздольського виробничого об'єднання «Сірка») імені 50-річчя Великої Жовтневої соціалістичної революції (Львівська область).
Указом Президії Верховної Ради СРСР від 20 квітня 1971 року Михайлові Наконечному присвоєно звання Героя Соціалістичної Праці з врученням ордена Леніна і золотої медалі «Серп і Молот».
З 1980 року — секретар Львівської обласної ради професійних спілок (на громадських засадах).
Потім — на пенсії в місті Новому Роздолі Львівської області. Помер 26 вересня 2022 року.

## Нагороди
- Герой Соціалістичної Праці (20.04.1971)
- два ордени Леніна (20.04.1971, 6.04.1981)
- орден Трудового Червоного Прапора (1963)
- медалі
- Почесний громадянин міста Новий Розділ (1978)